# دوست‌داشتنی (آلبوم کرینز)
دوست‌داشتنی (به انگلیسی: Loved) سومین آلبوم استودیویی از گروهٔ موسیقی راک کرینز می‌باشد که در ۱۲ سپتامبر سال ۱۹۹۴ از سوی دیدیکیتد رکوردز منتشر گردید.